# Groteneuzenstijl

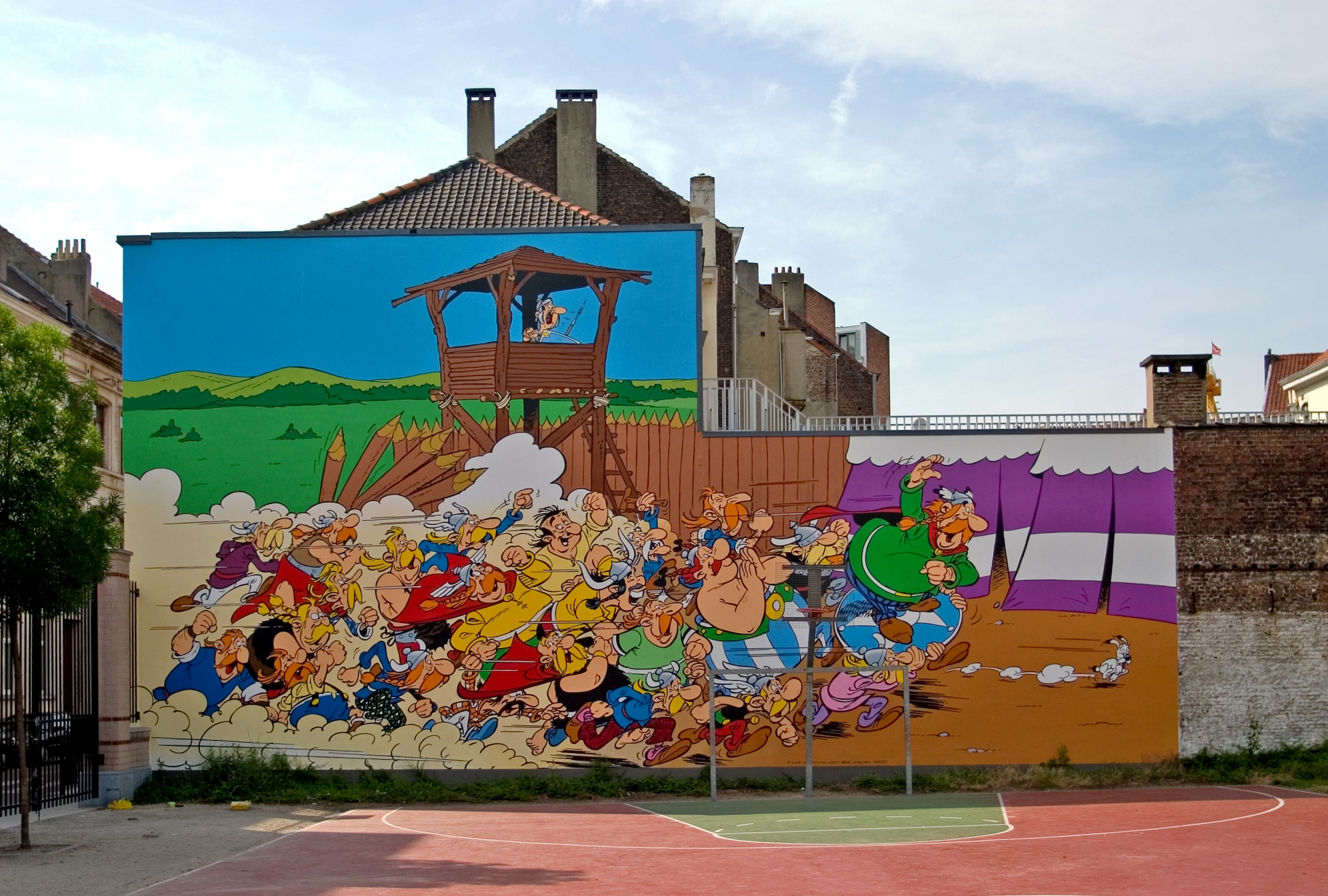
Stripmuur in Brussel met een tekening van karakters uit de strip Asterix

De groteneuzenstijl (of dikke-neuzen-stijl) is de benaming voor een bepaalde tekenstijl voor strips, die vooral typerend was voor sommige Franco-Belgische strips.
De term "gros nez" werd door sommige Franse schrijvers gebruikt om de stijl te benoemen die eind jaren vijftig in de Belgische strip z'n entree maakte in strips als Robbedoes en Kwabbernoot, Guust Flater en De Smurfen. Omdat deze strips verschenen in het stripblad Spirou, wordt deze stijl wel de 'school van Marcinelle' genoemd, naar Marcinelle, de plaats waar Spirou is ontstaan.
De grote-neuzen-stijl wordt vooral gekenmerkt door ronde karikaturale figuren, vaak (maar niet per se) met grote neuzen. De verhaallijnen zijn humoristisch.

## Bekende tekenaars in de grote-neuzen-stijl
Enkele bekende namen die met de grote-neuzen-stijl hebben gewerkt zijn:
- Albert Uderzo (Asterix)
- Greg (Olivier Blunder)
- Morris (Lucky Luke)
- Jean Tabary (Iznogoedh)
- Francisco Ibáñez (Paling en Ko)
- André Franquin (Guust Flater)
- Peyo (De Smurfen)
- Turk (Leonardo)